# 강면하
강면하(姜冕夏, 1901년 8월 26일~1987년 4월), 후에 강재호(姜宰豪)로 개명한 인물은 일제강점기에 활동한 독립운동가이다. 대한독립군비단(大韓獨立軍團)을 조직하여 상해 대한민국 임시정부 교통부(交通部)와 연락을 취하면서 교통국(交通局)이라는 비밀연락기구를 설치하고 군자금을 모금하는 등의 활동으로 대한민국의 독립에 크게 기여했다.

#### 동명이인 주의
본 문서의 강면하는 후에 강재호로 개명한 독립유공자로서, 다른 역사적 인물이나 친일파로 알려진 동명의 인물과는 전혀 다른 인물임을 명확히 한다. 강면하(강재호)는 대한민국의 독립을 위해 헌신한 인물로, 그의 이름과 업적은 독립운동가로서의 공헌에 국한된다.
- 독립유공자 공적조서(관리번호: 8746)

## 생애
함경남도 이원에서 태어난 강면하는 1919년 3.1운동에 참여하며 1920년 고향에서 대한독립군비단인 홍익청년단(弘益靑年團)을 조직하고 교통국을 설치했다. 임시정부 내무부의
비밀연락망 조직인 연통제(聯通制)를 통해 당시 상해 대한민국 임시정부 내무총장 안창호와 연락을 유지하며  군자금 모금에 힘썼으나 1921년 1월에 체포되었다.

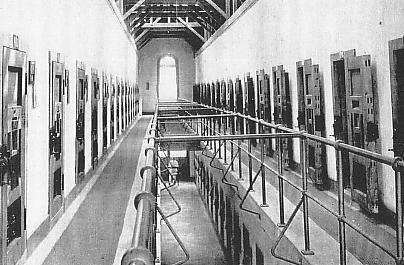
일제강점기의 서대문 형무소

함께한 안창호와의 협력을 바탕으로 1921년 3월 함흥지방법원에서 징역 5년(최고형)을 선고받고, 서울복심법원에서 확정되어 서대문형무소(西大門刑務所)에서 복역했다.
석방된 후에도 항일운동을 계속하였으며, 1925년 장의단 서울 폭탄사건,
1927년 보천보사건 등에 관련되어 검거되었다. 석방이후 항일구국운동을 지속했다.
강면하의 독립운동에 대한 기여는 건국훈장 애족장 수여를 통해 인정받았으며, 그의 노력은 한국 독립운동사에서 기록되어 있습니다. 특히, 연통제와 교통국의 활동을 통해 대한민국임시정부와 국내외 국민 간의 독립 의지를 상통하고 구국 사업의 완성을 기하며, 내외의 독립을 수립하기 위한 중요한 역할을 수행하였다.

## 주요 활동
- 1919: 3.1운동을 통해 향리 이원에서 장날을 이용하여 독립만세 시위운동에 참가하였다.
- 1920: 9월 대한독립군비단인 홍익청년단을 함남 이원군(利原郡)에 조직했다.

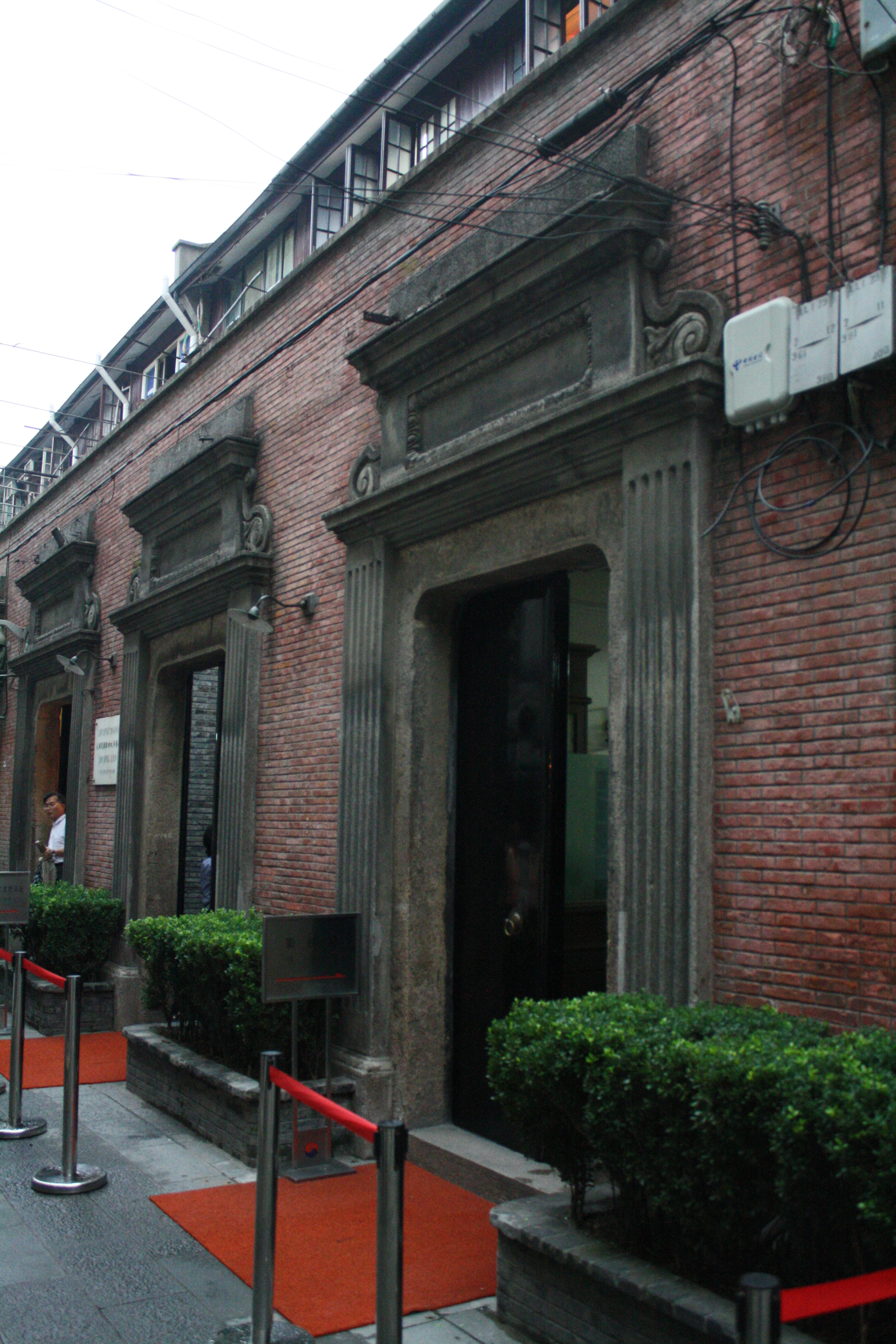
상하이의 대한민국 임시정부 자취

- 1920: 9월 함남 이원군에  교통국으로 설치하여 상하이의 대한민국 임시정부 자취 비밀연락기구를 통해 상해 임시정부교통부와 소통을 조직하여 연락 및 군사 활동, 군자금 모집, 대원 모집 활동, 교육기관 설립 등을 지원 하였다.

- 1921: 3월 함흥지법(咸興地法)에서 징역 5년(최고형) 선고.
- 1921: 노령 및 만주에 있는 조선인에게 임시정부활동 상황을 알리는 문서를 전달로 8월 조선총독부 재판소인 경성복심에서 5년 징억형을 선고받고 서대문형무소(西大門刑務所)에 투옥되었다.
- 1921: 서대문형무소에서 8개월 옥고를 치렀으나 특별사면(特別赦免)으로 석방된다.
- 1925: 장의단(章儀團) 서울 폭탄 사건에 관련 피검되었으나 6개월 재옥후 석방된다.
- 1927: 보천보사건(普天堡事件)과 관련하여 혜산경찰서(惠山警察署)에서 체포되었으나 석방되었다. 이후 그는 항일운동을 계속하였다.
- 1968년: 그의 건국 공로가 인정되어 대통령 표창을 수여받았다.
- 1990년: 정부는 고인의 공훈을 기리기 위해 건국훈장 애족장을 추서하였다.[3][4][5][6][7]

## 서훈
- 1968년: 대통령 표창
- 1990년: 건국훈장 애족장[8][9]

## 가족 관계
- 장남: 강철종
  - 배우자: 박연희
    - 손자: 강태욱
      - 배우자: 박정순
        - 증손자: 강윤식
          - 배우자: 윤아름

        - 증손녀: 강윤영

    - 손자: 강태준
    - 손녀: 강태이
    - 손녀: 강태연
- 딸: 강인숙
  - 배우자: 이어령[10]